# Макіес (Мен)
Макіес (англ. Machias) — місто (англ. town) в США, в окрузі Вашингтон штату Мен. Населення — 2060 осіб (2020).

### Клімат
| Клімат : Макіес       | Клімат : Макіес | Клімат : Макіес | Клімат : Макіес | Клімат : Макіес | Клімат : Макіес | Клімат : Макіес | Клімат : Макіес | Клімат : Макіес | Клімат : Макіес | Клімат : Макіес | Клімат : Макіес | Клімат : Макіес | Клімат : Макіес |
| Показник              | Січ.            | Лют.            | Бер.            | Квіт.           | Трав.           | Черв.           | Лип.            | Серп.           | Вер.            | Жовт.           | Лист.           | Груд.           | Рік             |
| Середній максимум, °C | −3,3            | −1,1            | 5,0             | 10,0            | 18,9            | 20,6            | 24,4            | 24,4            | 19,4            | 13,9            | 7,8             | 0,6             | 11,7            |
| Середній мінімум, °C  | −15,6           | −11,7           | −5,6            | 0,0             | 5,0             | 8,9             | 12,2            | 11,7            | 8,3             | 3,9             | −1,7            | −11,1           | 0,0             |
| Норма опадів, мм      | 112             | 94              | 107             | 107             | 99              | 94              | 86              | 79              | 109             | 114             | 135             | 124             | 1257            |
| --------------------- | --------------- | --------------- | --------------- | --------------- | --------------- | --------------- | --------------- | --------------- | --------------- | --------------- | --------------- | --------------- | --------------- |
| Джерело: Weatherbase  |                 |                 |                 |                 |                 |                 |                 |                 |                 |                 |                 |                 |                 |

## Демографія
Згідно з переписом 2010 року, у місті мешкала 2221 особа в 949 домогосподарствах у складі 445 родин. Було 1114 помешкання
Расовий склад населення:
| - 94,7 % — білих - 1,2 % — азіатів - 1,0 % — корінних американців - 0,9 % — чорних або афроамериканців |

До двох чи більше рас належало 2,1 %. Частка іспаномовних становила 1,6 % від усіх жителів.
За віковим діапазоном населення розподілялося таким чином: 16,4 % — особи молодші 18 років, 64,2 % — особи у віці 18—64 років, 19,4 % — особи у віці 65 років та старші. Медіана віку мешканця становила 37,7 року. На 100 осіб жіночої статі у місті припадало 86,2 чоловіків;  на 100 жінок у віці від 18 років та старших — 83,8 чоловіків також старших 18 років.
Середній дохід на одне домашнє господарство  становив 40 639 доларів США (медіана — 28 952), а середній дохід на одну сім'ю — 54 426 доларів (медіана — 48 500). Медіана доходів становила 42 625 доларів для чоловіків та 37 330 доларів для жінок. За межею бідності перебувало 26,9 % осіб, у тому числі 37,9 % дітей у віці до 18 років та 3,9 % осіб у віці 65 років та старших.
Цивільне працевлаштоване населення становило 707 осіб. Основні галузі зайнятості: освіта, охорона здоров'я та соціальна допомога — 36,4 %, виробництво — 10,9 %, роздрібна торгівля — 7,2 %, публічна адміністрація — 7,2 %.